# Filip Šačić
Filip Šačić (ur. 7 listopada 1995) – chorwacki zapaśnik startujący w stylu klasycznym. Zajął dwudzieste miejsce na mistrzostwach świata w 2022. Brązowy medalista mistrzostw Europy w 2023. Szesnasty w indywidualnym Pucharze Świata w 2020 roku.